# FedCon
Die FedCon (kurz für Federation Convention) ist eine 1992 erstmals veranstaltete deutsche Convention zu den Themen Science-Fiction (SF), Fantasy und Mystery. Ursprünglich ein Treffen von Star-Trek-Fans, entwickelte sie sich zu einer Messe, organisiert von dem gleichnamigen Veranstaltungsunternehmen FedCon GmbH.

## Geschichte

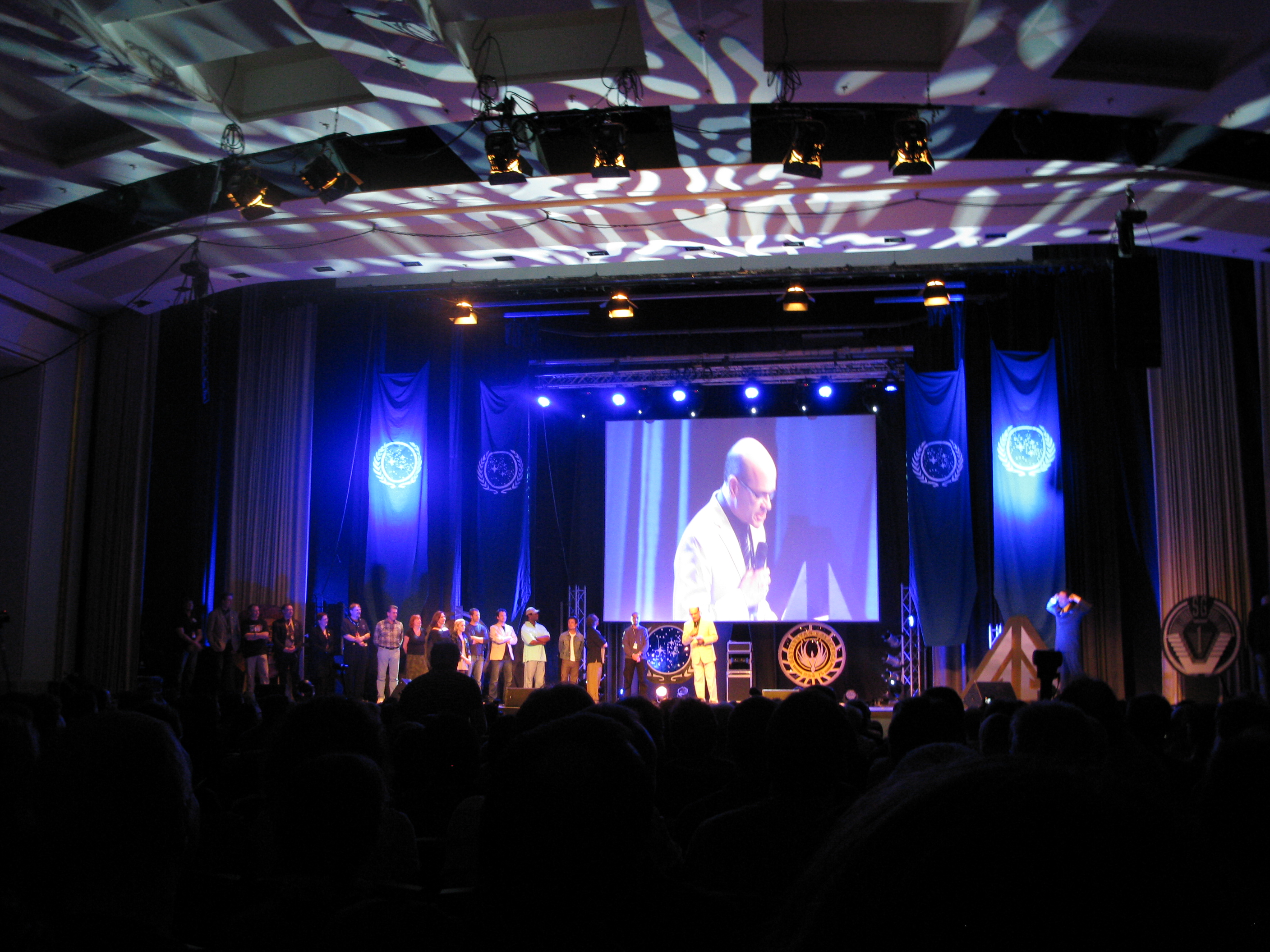
FedCon XVIII 2009

1992 wurde die erste FedCon als Fantreffen von und mit Freunden der Serie Raumschiff Enterprise mit Schauspieler Walter Koenig als Stargast in Augsburg veranstaltet. Während der nächsten Jahrzehnte wurden die Conventions fortwährend größer und professioneller. Der Schwerpunkt erweiterte sich von Star Trek zu allen Bereichen von Science Fiction.
Der Veranstalter hat nach dem Erfolg der FedCon noch weitere Conventions mit anderen Themenschwerpunkten veranstaltet.

## Veranstaltung
Im Zentrum der Veranstaltung stehen sogenannte Panels, in denen Gäste (Schauspieler, Synchronsprecher, Autoren, Produzenten, Wissenschaftler, NASA- und ESA Astronauten u. v. m.) Vorträge halten und auch Fragen der Fans beantworten. Ein Zusammenschnitt der Panels ist später als DVD erhältlich.
Daneben gibt es Workshops, in denen Stuntpersonal, Makeup-Künstler, Choreographen, Sprachtrainer usw. ihre Fähigkeiten unterrichten. Filme und Serienfolgen werden als Ausschnitte oder in voller Länge vorgeführt. Es gibt Kostümwettbewerbe und Ausstellungen von Fankunst, Chöre, Tanzaufführungen, Modellbauten. Am Abend findet jeweils eine Disco mit Live-DJ statt, bei der sich auch die prominenten Gäste unter die Fans auf der Tanzfläche mischen.
Ein persönliches Treffen der Fans mit den Stargästen zu einem Autogramm oder einem gemeinsamen Foto ist (gegen Bezahlung) möglich.
Auf dem Veranstaltungsgelände finden sich zudem Händler für Autogramme, Fanprodukte aller Art, Lebensmittel, sowie Ausstellungen zu SF-Projekten aller Art (Filme, Serien, PC-Spiele, Brettspiele, Rollenspiele), mit Testversionen und Werbegeschenken.

## Bisherige FedCons
| FedCon                                | Zeitraum                  | Ort                      | Stargäste |
| ------------------------------------- | ------------------------- | ------------------------ | --- |
| FedCon I                              | 1.–3. Mai 1992            | Turmhotel Augsburg       | Walter Koenig |
| FedCon II                             | 1.–3. April 1994          | Arabella Hotel München   | George Takei – Robin Curtis – Richard Arnold |
| FedCon III                            | 30. Juni – 2. Juli 1995   | Sheraton Hotel München   | Jonathan Frakes – Brent Spiner – Eric Stillwell – Lolita Fatjo – Richard Arnold |
| FedCon IV                             | 10.–12. Mai 1996          | Maritim Hotel Bonn       | Walter Koenig – Denise Crosby – Armin Shimerman – Garrett Wang – Robert Picardo – Richard Arnold – Lolita Fatjo – Marc B. Lee |
| FedCon V                              | 9.–11. Mai 1997           | Maritim Hotel Bonn       | William Shatner – Roxann Dawson – Nana Visitor – Ethan Phillips – Chase Masterson – Mira Furlan – Marc B. Lee |
| FedCon VI                             | 17.–19. April 1998        | Maritim Hotel Bonn       | Kate Mulgrew – Robert Beltran – Tim Russ – Max Grodénchik – Nichelle Nichols – Richard Arnold – Marc B. Lee |
| FedCon VII                            | 30. April – 2. Mai 1999   | Maritim Hotel Bonn       | Leonard Nimoy – Robert Duncan McNeill – Jeri Ryan – Gates McFadden – John de Lancie – Bruce Boxleitner – Robin Atkin Downes – Richard Arnold – Marc B. Lee |
| FedCon VIII                           | 19.–21. Mai 2000          | Maritim Hotel Bonn       | Richard Arnold – Lolita Fatjo – Richard Herd – René Auberjonois – Marina Sirtis – Michael Dorn – Jerry Doyle – Richard Biggs – Brent Spiner – Alice Krige – Robin Atkin Downes – Jackie Edwards – Denise Crosby – Tim Russ – Chase Masterson – Marc B. Lee |
| FedCon IX                             | 6.–8. April 2001          | Maritim Hotel Bonn       | LeVar Burton – Colm Meaney – Alexander Siddig – Jennifer Lien – Claudia Christian – Richard Biggs – Robert Leeshock – Von Flores – Ted Raimi – Marjorie Monaghan – Alexandra Tydings – Manu Intiraymi – Stewart Moss – Richard Arnold – Marc B. Lee |
| FedCon X                              | 10.–12. Mai 2002          | Maritim Hotel Bonn       | Walter Koenig – Avery Brooks – Nicole de Boer – Robert Beltran – Robert Duncan McNeill – Garrett Wang – Dominic Keating – Dirk Benedict – Herb Jefferson – BarBara Luna – Manu Intiraymi – Carolyn Seymour – Erin Gray – Richard Arnold – Judson Scott – Richard Hatch – Peter Williams – Marc B. Lee |
| FedCon XI                             | 2.–4. Mai 2003            | Maritim Hotel Bonn       | Vaughn Armstrong – Nana Visitor – Linda Park – John Billingsley – Ethan Phillips – Marina Sirtis – Cirroc Lofton – Anthony Stewart Head – Ray Park – Leni Parker – Jason Carter – Gil Gerard – Robert Leeshock – Tony Amendola – Tracy Scoggins – Eugene „Rod“ Roddenberry – Marc B. Lee |
| FedCon XII                            | 21.–23. Mai 2004          | Maritim Hotel Bonn       | Nichelle Nichols – Tim Russ – Robert Picardo – Connor Trinneer – Anthony Montgomery – Grace Lee Whitney – Robert O’Reilly – J.G. Hertzler – Musetta Vander – Virginia Hey – Ed Wasser – Julie Benz – Tom Lenk – Amber Benson – Lolita Fatjo – Larry Nemecek – Richard Arnold – Marc B. Lee – Robert Vogel |
| FedCon XIII – The lost convention     |                           |                          | Die FedCon XIII gab es nicht. Auf die FedCon XII 2004 folgte 2005 unmittelbar die FedCon XIV. |
| FedCon XIV                            | 6.–8. Mai 2005            | Maritim Hotel Bonn       | Jolene Blalock – Dominic Keating – Andrew Robinson – Stephen Furst – Gary Graham – Corin Nemec – Clare Kramer – J.G. Hertzler – Bobbie Sue Luther – Rick Searfoss – James Horan – Monika Schnarre – Michael David Ward – Leonard Nimoy – Brent Spiner – Kevin Sorbo – Robert Vogel – Leonard McLeod – Hubert Zitt – Marc B. Lee |
| FedCon XV – The Undiscovered Country  | 19.–21. Mai 2006          | Hotel Esperanto Fulda    | Patrick Kilpatrick – Walter Koenig – George Takei – Gates McFadden – Robert Beltran – Connor Trinneer – Nicole de Boer – Cirroc Lofton – Mira Furlan – Gigi Edgley – Christian Kane – Menina Fortunato – Marc Singer – Claudia Christian – Dean Haglund – Gary Jones – Clare Kramer – Andy Hallett – Tim Brazeal – Alexandra Velten – Dr. Rainer Nagel – Hubert Zitt – Richard Arnold – Marc B. Lee – Robert Vogel                                                                               |
| FedCon XVI – Droned Heart             | 8.–10. Juni 2007          | Maritim Hotel Bonn       | Kate Mulgrew – Jonathan Frakes – Avery Brooks – Jewel Staite – Paul McGillion – Garrett Wang – Armin Shimerman – Laura Bertram – Orli Shoshan – Robert O’Reilly – J.G. Hertzler – Suzie Plakson – Cirroc Lofton – Anthony Montgomery – Hubert Zitt – Alexandra Velten – Dr. Rainer Nagel – Robert Vogel – Marc B. Lee |
| FedCon XVII – The Lost World          | 18.–20. April 2008        | Maritim Hotel Bonn       | Brent Spiner – Marina Sirtis – LeVar Burton – Jamie Bamber – Mary McDonnell – Bruce Boxleitner – Michael Shanks – Kevin Sorbo – Michelle Forbes – Nicki Clyne – Leah Cairns – Julie Caitlin Brown – Peter Jurasik – Steve Bacic – René Auberjonois – John de Lancie – W Morgan Sheppard – Robert Vogel – Richard Arnold – Marc B. Lee |
| FedCon XVIII – The Golden Future      | 1.–3. Mai 2009            | Maritim Hotel Bonn       | Edward James Olmos – Summer Glau – Nichelle Nichols – Colin Ferguson – Jordan Hinson – Christopher Judge – James Callis – Michael Hogan – John Billingsley – Robert Picardo – Nana Visitor – Connor Trinneer – Dominic Keating – Mark Sheppard – Marc Alaimo – Jeffrey Combs – Max Grodénchik – Erin Gray – Richard Hatch – Jonathan Woodward – Hubert Zitt – Alexandra Velten – Dr. Rainer Nagel – Richard Arnold – Mike Hillenbrand – Thomas Höhl – Robert Vogel – David Messina – Marc B. Lee |
| FedCon XIX – Beyond Imagination       | 30. April bis 2. Mai 2010 | Maritim Hotel Bonn       | Joe Flanigan – Luciana Carro – James Marsters – David Hewlett – Terry Farrell – Michael Dorn – Gareth David-Lloyd – Aaron Douglas – Kandyse McClure – Tahmoh Penikett – Gordon Michael Woolvett – Martha Hackett – Cliff Simon – Chase Masterson – Tsuneo Sanda – David Messina – Manu Intiraymi – Suzie Plakson – Robert Vogel – Franco Urru – James Cawley – Ed Wasser |
| FedCon XX – The Sci-Fi Experience     | 28. April bis 1. Mai 2011 | Maritim Hotel Düsseldorf | Richard Dean Anderson – Scott Bakula – Robert Duncan McNeill – Lance Henriksen – Wil Wheaton – Paul McGillion – Marina Sirtis – Jeremy Bulloch – Daniel Logan – Nicole de Boer – Sean Maher – Bonnie Piesse – Dirk Benedict – Tony Amendola – Kate Hewlett – Arlene Martel – Kate Vernon – Carel Struycken – Garrett Wang – Hubert Zitt – Lieven Litaer |
| Captains Table – A FedCon Special     | 10. bis 11. Sep. 2011     | Maritim Hotel Düsseldorf | Patrick Stewart – Daniel Stewart – Kate Mulgrew – Avery Brooks – Hubert Zitt – Garrett Wang (Moderator) |
| FedCon XXI – The Sci-Fi Experience    | 17.–20. Mai 2012          | Maritim Hotel Düsseldorf | Richard Dean Anderson – William Shatner – Jonathan Frakes – Gates McFadden – Joe Flanigan – Walter Koenig – Joel Gretsch – J.G. Hertzler – Robert O’Reilly – Nicholas Brendon – Felicia Day – Casper Van Dien – Kai Owen – Keith Szarabajka – Erick Avari – Teryl Rothery – Kavan Smith – Matthew Bennett – Jenette Goldstein – Ricco Ross – Carrie Henn – Virginia Hey – Eddie Paskey – Garrett Wang                                                                                            |
| FedCon XXII – The Sci-Fi Experience   | 9.–12. Mai 2013           | Maritim Hotel Düsseldorf | John Barrowman – Robert Beltran – Claudia Black – Ben Browder – Tracee Cocco – Casper van Dien – Gigi Edgley – Colin Ferguson – Matt Frewer – J.G. Hertzler – Dina Meyer – Anthony Montgomery – Patrick Muldoon – Eve Myles – Jasika Nicole – Robert O’Reilly – Linda Park – Ethan Phillips – Mark Allen Shepherd – Andrea Thompson – Garrett Wang – Patti Yasutake |
| FedCon XXIII – The Sci-Fi Experience  | 29. Mai bis 1. Juni 2014  | Maritim Hotel Düsseldorf | Jay Acovone – Richard Dean Anderson – Nicole de Boer – Susanne Braun – Holly Marie Combs – Tony Curran – Roxann Dawson – Shannen Doherty – Aron Eisenberg – Max Grodénchik – Natasha Henstridge – Barry Jenner – Nalini Krishan – Bai Ling – Diana Muldaur – Nichelle Nichols – Michael Shanks – Alexander Siddig – Amanda Tapping – Nana Visitor – Garrett Wang – David Warner |
| FedCon XXIV – The Sci-Fi Experience   | 21. bis 24. Mai 2015      | Maritim Hotel Düsseldorf | Rob Archer – Jonathan Del Arco – Carmen Argenziano – Colin Baker – Grant Bowler – James Callis – Aaron Douglas – Jerry Doyle – Eva Habermann – Tricia Helfer – David Hewlett – Manu Intiraymi – Bai Ling – Paul McGann – David Nykl – Edward James Olmos – Tim Russ – Jeri Ryan – Sean Young |
| FedCon XXV – The Sci-Fi Experience    | 13. bis 16. Mai 2016      | Maritim Hotel Bonn       | Chase Masterson – Connor Trinneer – Dominic Keating – Ethan Phillips – George Takei – Hallie Todd – James Morrison – Julie Benz – Karl Urban – Manu Intiraymi – Marina Sirtis – Rekha Sharma – Robert Beltran – Robert Maschio – Robin Curtis – Terry Farrell – Tucker Smallwood – Walter Koenig – William Shatner - |
| FedCon XXVI – The Sci-Fi Experience   | 2. bis 5. Juni 2017       | Maritim Hotel Bonn       | Chase Masterson – Marina Sirtis – Gates McFadden – Michael Dorn – John de Lancie – LeVar Burton – Colm Meaney – Denise Crosby – Casper Van Dien – David Hasselhoff – Jenna Coleman – Matt Smith – Bern Collaco – Sasha Roiz – Mark Dacascos – Hubert Zitt – Christian Humberg abgesagt: Brent Spiner – Jonathan Frakes – Tia Carrere |
| FedCon XXVII – The Sci-Fi Experience  | 18. bis 21. Mai 2018      | Maritim Hotel Bonn       | Jason Isaacs – Brent Spiner – Jonathan Frakes – Robert Picardo – John de Lancie – Edward James Olmos – Mary McDonnell – Tricia Helfer – James Callis – Grace Park – Michael Trucco – Rekha Sharma – Tahmoh Penikett – Katee Sackhoff – Alessandro Juliani – Aaron Douglas – Michael Hogan – Kandyse McClure – Daphne Zuniga – Zach Galligan – Cliff Simon – Brian Muir – Hubert Zitt – Robert Vogel – Christian Humberg – Anika Klüver – Lori Dungey abgesagt: Karl Urban – Jamie Bamber         |
| FedCon XXVIII – The Sci-Fi Experience | 7. bis 10. Juni 2019      | Maritim Hotel Bonn       | Kevin Sorbo – Bruce Boxleitner – Corin Nemec – Robert Duncan McNeill – Mira Furlan – Aaron Ashmore – Luke Macfarlane – Anson Mount – Shazad Latif – Wilson Cruz – Cas Anvar – Dominique Tipper – Frankie Adams – Shohreh Aghdashloo – Ethan Peck – Ken Leung – Wes Chatham – Steven Strait – Anthony Daniels – Benjamin Stöwe – Lori Dungey – Hubert Zitt – Christian Humberg – Lieven Litaer |
| FedCon XXIX – The Sci-Fi Experience   | 22. bis 24. Oktober 2021  | Maritim Hotel Bonn       | Sonequa Martin-Green – Anthony Rapp – Emily Coutts – David Ajala – Patrick Kwok-Choon – Sara Mitich – Isa Briones – Joe Flanigan – Torri Higginson – Paul McGillion – Rachel Luttrell – Jewel Staite – David Nykl – Claudia Christian – Benjamin Stöwe – Hubert Zitt abgesagt: Zachary Quinto – Blu del Barrio |
| FedCon XXX – The Sci-Fi Experience    | 3. bis 5. Juni 2022       | Maritim Hotel Bonn       | Simon Pegg - Christopher Eccleston - Evan Evagora - Ian Alexander - Julian Glover - Richard Brake - Michael Carter - Eric Walker - Michelle Hurd - Vaughn Armstrong - Casey Biggs - Max Grodénchik - Nana Visitor - Jonathan Frakes - Brent Spiner - John Barrowman - Sebastian Stoppe - Robert Vogel - Phillip P. Peterson – Hubert Zitt abgesagt: Blu del Barrio - Annie Wersching - Ethan Phillips - John de Lancie - Guy Henry - Marina Sirtis - Mary Wiseman                                |
| FedCon XXXI – The Sci-Fi Experience   | 26. bis 28. Mai 2023      | Maritim Hotel Bonn       | Amanda Tapping – Anna-Louise Plowman – Ben Browder – Christina Chong – Connor Trinneer – Dominic Keating – George Takei – Gigi Edgley – Jacqueline Kim – Joe Flanigan – John de Lancie – Judson Scott – Lori Dungey – Marina Sirtis – Michael Shanks – Patrick Currie – Richard Dean Anderson – Richard Poe – Simone Bailly – Terry Farrell – Teryl Rothery – Tony Amendola – Sebastian Stoppe – Hubert Zitt                                                                                     |
| FedCon XXXII – The Sci-Fi Experience  | 10. bis 12. Mai 2024      | Maritim Hotel Bonn       | Alan van Sprang – Emily Coutts – Mary Wiseman – Anthony Rapp – Robert Picardo – Lori Dungey – Penny Johnson Jerald – J. Lee – Mark Jackson – Nicole de Boer – Ante Dekovic – Peter Macon – Adrianne Palicki – Michael Dorn – André Dae Kim – Melissa Navia – Liz Kloczowski – Anson Mount – Todd Stashwick – Sebastian Stoppe – Hubert Zitt |
| FedCon XXXIII                         | 30. Mai bis 1. Juni 2025  | Maritim Hotel Bonn       | Richard Dean Anderson – Michael Shanks – Torri Higginson – Lexa Doig – Gary Jones – Lori Dungey – Tom McBeath – David DeLuise – Jennifer Stone – Jamie Bamber – Jonathan Frakes – Robert Duncan McNeill – Dan Jeanotte – Tawny Newsome – Robert O’Reilly – J.G. Hertzler – Liz Kloczowski – Michelle Hurd – Peyton List – Ed Speelers – Sam J. Jones – Dan Curry – Brad Wright – Hubert Zitt – Nessi – Vava Wilde                                                                                |

## Zukünftige Conventions
- Die FedCon XXXIV ist für die Zeit vom 22. bis zum 24. Mai 2026 im Maritim Hotel Bonn geplant.